# Łużany (stacja kolejowa)
Łużany (ukr. Лужани, rum. Lujeni, ros. Лужаны) – węzłowa stacja kolejowa w miejscowości Łużany, w rejonie czerniowieckim, w obwodzie czerniowieckim, na Ukrainie. Położona jest na linii Lwów – Czerniowce.
Stacja powstała w XIX w., w czasach austro-węgierskich, na drodze żelaznej lwowsko-czerniowiecko-suczawskiej, pomiędzy stacjami Niepołokowce i Sadogóra.